# Commission départementale d'orientation agricole
En France, les Commissions Départementales d'Orientation Agricole (CDOA) ont un rôle consultatif auprès du préfet, dans le cadre du PAD (Projet Agricole Départemental).

## Historique
Créées en 1995, les commissions départementales d'orientation de l'agriculture se substituent à trois anciennes commissions : la commission mixte départementale, la commission départementale des structures agricoles et la commission départementale des agriculteurs en difficulté). Leur champ de compétences a été élargi en 2006 et comprend  désormais aussi l’aquaculture, la chasse, la pêche, la forêt, la nature et l’environnement.

## Missions
Le rôle consultatif des CDOA porte sur la définition des priorités de la  politique d’orientation des productions et d’aménagement des structures agricoles. Elles sont ainsi chargées d’assurer une bonne cohérence entre tous les aspects de la politique agricole.

## Projet agricole départemental
Le projet agricole départemental (PAD) a pour objectif de déterminer les priorités d'orientation des productions et d'aménagement des structures d'exploitation au niveau départemental. Il est réalisé par les services de l'État (la Direction départementale des Territoires ou DDT) en concertation avec les organisations professionnelles agricoles et est présenté en session de la Chambre d'Agriculture, du Conseil général[Quoi ?] et en Commission départementale d'orientation agricole avant d'être approuvé par le Prefet. Ce projet engage et oriente l'agriculture du département concerné pour les années à venir.

## Schéma directeur départemental des structures agricoles
Le Schéma directeur départemental des structures agricoles (SDDS) fixe les seuils de contrôle, les surfaces minimum d'installation et les unités de référence nécessaires pour l'application du PAD. Ce schéma est arrêté par le préfet après avis du conseil général, de la chambre d'agriculture, et de la commission départementale d'orientation de l'agriculture.

## Relation entre les agriculteurs et la CDOA
Dans les faits, pour l'exploitant, la CDOA donne son avis pour :
- obtenir une autorisation d’exploiter sur des terres en location,
- permettre a des cédants de faire un Contrat Pre Installation CPI
- pour demander une Dotation Jeune Agriculteur,
- des quotas laitiers, des droits à produire, etc.

## Composition de la CDOA
La CDOA est une commission mixte, comprenant 32 membres des représentants :
- 5 de l'État et des collectivités locales,
- 14 du secteur agricole (MSA, syndicats, banques...),
- 8 d'activités économiques directement concernées par l'agriculture,
- 5 d'experts ou d'associations.

La durée du mandat est de trois ans. Une partie étant renouvelé par les élections professionnelles de la chambre d'agriculture.